# بنیامین اوجیان
بنیامین هوهانسی اوجیان (ارمنی: Բենիամին (Բենկ) Հովհաննեսի Օվչյան؛  ؛ زادهٔ ۱۹۱۸ - درگذشته ۲۵ اوت ۲۰۰۵) یک بازیگر اهل ارمنستان بود. وی بین سال‌های - تا - میلادی فعالیت می‌کرد.

## زندگی‌نامه
وی در ۱۹۱۸ در آخلاتیان به دنیا آمد . وی از ۱۹۳۵ در تئاتر دولتی ارمنیان باکو و از ۱۹۴۷ در تئاتر دراماتیک ارمنیان استپاناکرت فعالیت می‌کرد. وی همچنین برندهٔ جوایزی همچون نشان برجسته افتخار، هنرمند افتخاری جمهوری سوسیالیستی آذربایجان شوروی (۱۹۶۲) و هنرمند خلق آذربایجان شوروی (۱۹۷۳) شده است. وی در ۲۵ اوت ۲۰۰۵ در سن ۸۶ سالگی در استپاناکرت درگذشت.

## یادداشت
1. ↑  Ով ով է. հայեր (կենսագրական հանրագիտարան: Երկու հատորով)./Հայկական համառոտ հանրագիտարան
2. ↑  Armenian Soviet Encyclopedia
3. ↑  Avproduction.am